# Śliwokrzew amerykański
Śliwokrzew amerykański (Oemleria cerasiformis) – gatunek roślin z rodziny różowatych, reprezentujący monotypowy rodzaj śliwokrzew Oemleria. Występuje w zachodniej części Ameryki Północnej między Kolumbią Brytyjską na północy i Kalifornią na południu, od wybrzeża Oceanu Spokojnego po zachodnie stoki Gór Kaskadowych i Sierra Nevada. Rośnie w chaparralu, w świetlistych lasach, nad strumieniami, na przydrożach i w kanionach. Na obszarach górskich sięga do wysokości 1900 m n.p.m. Bywa uprawiany jako roślina ozdobna dla wczesnego kwitnienia (kwitnie od lutego do kwietnia) i migdałowej woni kwitnących kwiatów. Polecany do nasadzeń także w Polsce (jest dostatecznie mrozoodporny). Owoce są jadalne (tylko w pełni dojrzałe przestają być kwaśne), ale z powodu zawartości niewielkich ilości cyjanowodoru nie zaleca się spożywania ich dużej ilości. Owoce chętnie spożywane są przez zwierzęta – ptaki, wiewiórki, lisy, kojoty i niedźwiedzie.
Naukowa nazwa rodzajowa upamiętnia niemiecko-amerykańskiego przyrodnika i farmaceutę – Augustusa Gottlieba Oemlera (1774–1852).

## Morfologia
PokrójKrzew, czasem rosnący w formie niskiego drzewa, osiąga 1,5–6 m wysokości. Pędy łukowato wygięte, rzadko pojedyncze, zwykle od kilku do 20, z odrostami. Nagie, bez cierni, zróżnicowane na długo- i krótkopędy.
LiścieSezonowe, skrętoległe, pojedyncze, ogonkowe, wsparte odpadającymi przylistkami, które są równowąskie i całobrzegie. Blaszka lancetowato eliptyczna, całobrzega, długości 5–10 cm, rzadko do 15 cm, od spodu czasem delikatnie owłosiona, z wierzchu naga. Jesienią liście przebarwiają się na żółto.
KwiatySkupione po 5–10 w zwisające grona wyrastające w kątach liści. Kwiaty są zwykle jednopłciowe, rzadziej obupłciowe (rośliny zwykle są dwupienne). Hypancjum stożkowate do dzwonkowatego o średnicy do 5 mm, nagie lub owłosione. Działek kielicha jest 5, są trójkątne, rozpostarte w kwiatach męskich i wzniesione w żeńskich. Płatków korony jest 5, eliptycznojajowatych, barwy zielonkawobiałej. Pręcików jest 15 w trzech okółkach, krótszych od płatków (w kwiatach żeńskich wykształcone są jako prątniczki). Zalążnia tworzona jest przez zwykle 5 wolnych i nagich owocolistków, każdy z dwoma zalążkami. Szyjek słupka jest 5.
OwoceZbiorowe, tworzone przez 2–5 jednonasiennych pestkowców. Owoce są eliptycznojajowate, osiągają 5–15 mm długości i są fioletowoczarne.

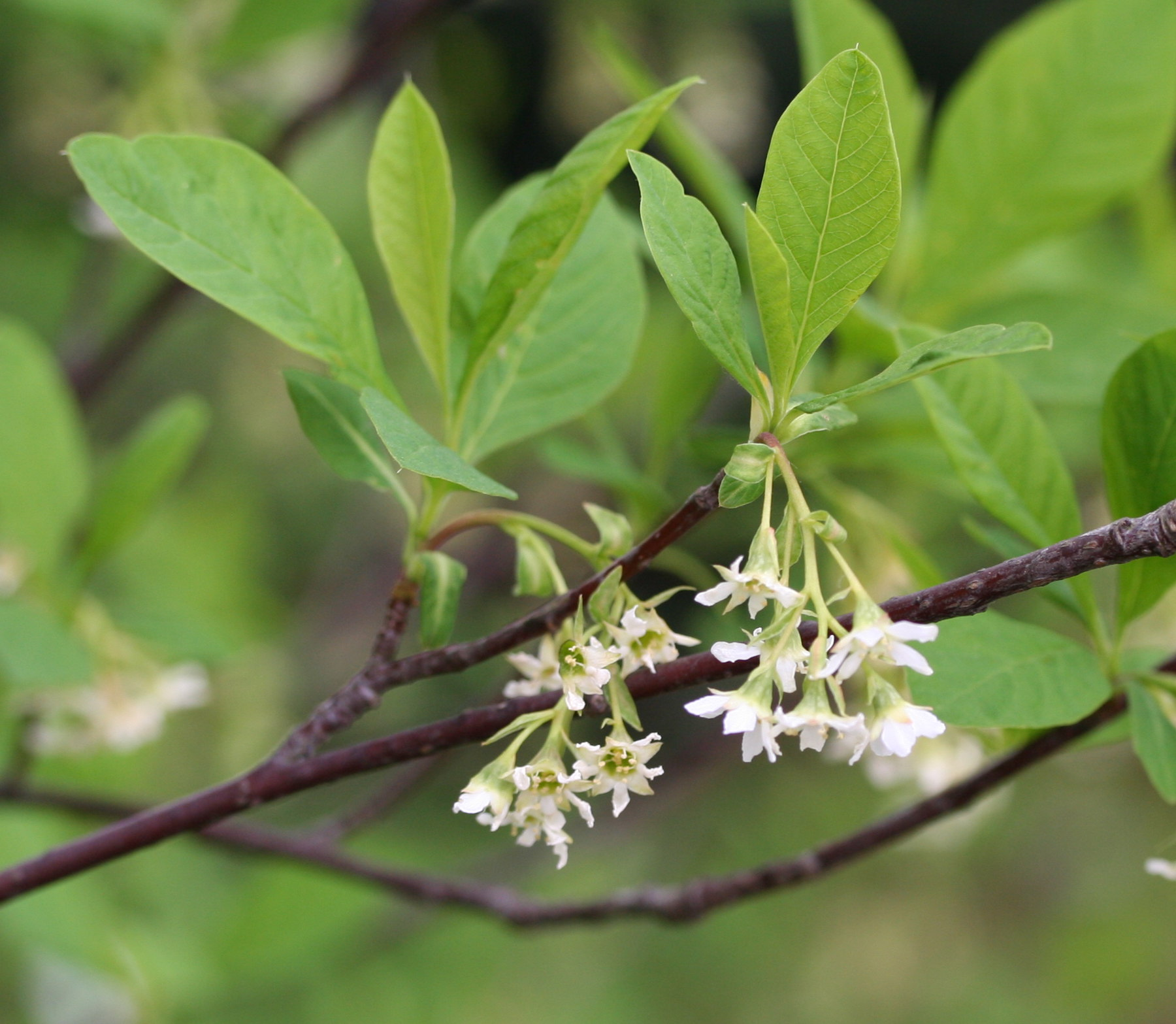
Kwiaty
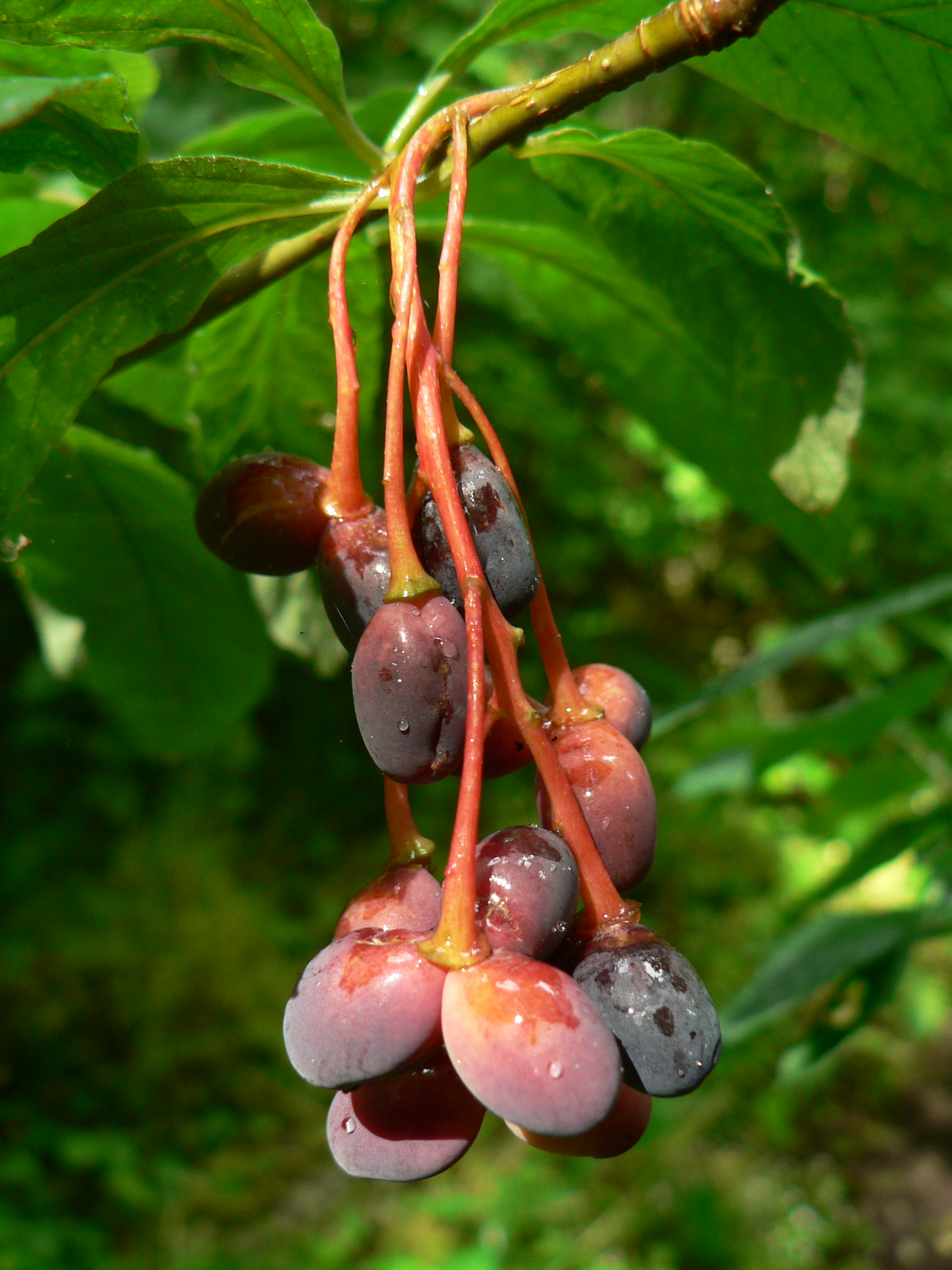
Owoce
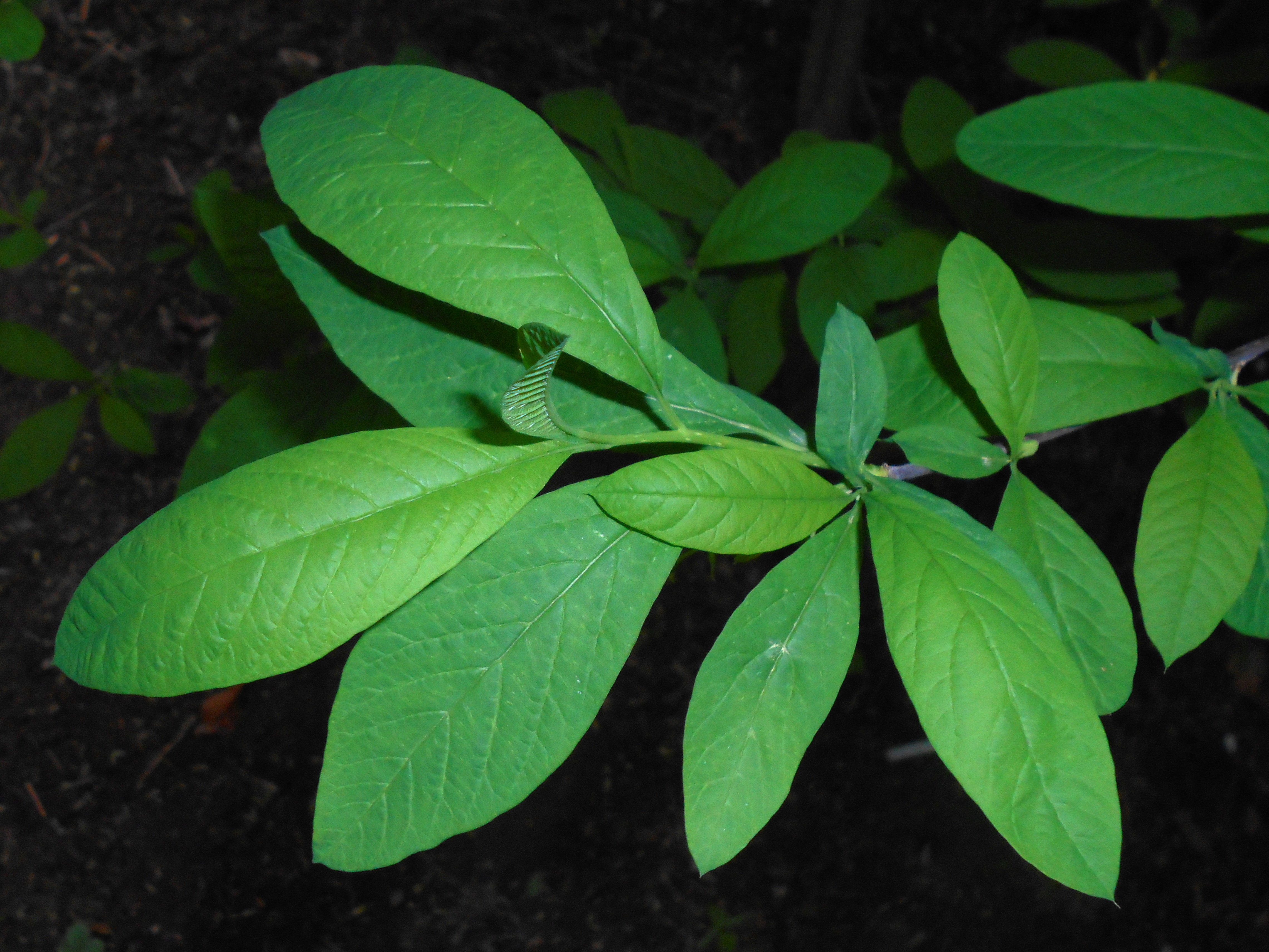
Liście

## Systematyka
Gatunek reprezentuje monotypowy rodzaj śliwokrzew Oemleria Reichenbach, Deut. Bot. Herb.-Buch, syn. red. 236. 1841. Należy do rodziny różowatych Rosaceae i podrodziny Amygdaloideae. Pozycja systematyczna w jej obrębie była przez długi czas sporna, sytuowany był raz bliżej plemienia Amygdaleae, raz Maleae. Ostatecznie badania molekularne wskazały na bliskie pokrewieństwo z rodzajami prinsepia Prinsepia i obiela Exochorda, wraz z którymi tworzy plemię Osmaronieae, siostrzane względem plemienia Kerrieae. Oba te plemiona z kolei zajmują pozycję między Amygdaleae i Maleae.

## Uprawa
Najlepiej rośnie w miejscach nasłonecznionych i osłoniętych od wiatrów, na glebach świeżych. Może być rozmnażany wegetatywnie przez odkłady płaskie lub podział krzewów. W przypadku rozmnażania z nasion (dla ich zawiązania należy uprawiać okazy męskie i żeńskie) trzeba je przed siewem stratyfikować w piasku. Siać należy nasiona wiosną do inspektów lub pojemników w szklarniach.